# Nerlich (Band)
Nerlich war eine finnische Death-Metal-Band aus Helsinki, die im Jahr 2003 gegründet wurde und sich 2008 wieder trennte.

## Geschichte
Die Band wurde gegen Ende 2003 gegründet. Zusammen entwickelten sie die ersten Lieder und veröffentlichten im Februar 2004 ihr selbstbetiteltes Demo. Da die Band mit dem Resultat nicht zufrieden war, nahm die Gruppe einige Monate ein weiteres Demo mit einer veränderten Besetzung auf. Das Demo wurde im Oktober unter dem Namen Insane Creations - Inorganic Echoes im Cursed Studio unter der Leitung von J. Loikas aufgenommen. Das Demo war auch auf der Split-Veröffentlichung Embalmed Madness enthalten, auf der auch Gorgasm (später Gorod) und Decoherence zu hören waren. Die Split-Veröffentlichung erschien im April 2005. Das nächste Demo Promo 2005 erschien mit einer erneut veränderten Besetzung. Jedoch war auch diese Aufnahme für die Band nicht zufriedenstellend. Gegen Ende des Jahres nahm die Band ihr Debütalbum Defabricated Process unter der Leitung von J.Loikas im Cursed Studio auf. Die Aufnahmen wurden im Januar 2006 beendet. Im Mai 2006 veröffentlichte Conqueror of Thorns Records eine Demo-Kompilation, die den Namen  Substantial Alteration of the Cadaver as the Insects Breed in Its Entrails - the Stench Is Stimulating Senses (Causing Orgasm) trug. Zur Zeit der Veröffentlichung unterschrieb die Gruppe einen Vertrag bei Old School Metal Records und veröffentlichten bei diesem Label im Januar 2007 ihr Debütalbum Defabricated Process. Nach den Aufnahmen änderte sich die Besetzung erneut. Die Gruppe nahm die EP Innards auf und veröffentlichte sie im Sommer 2008, ehe sich die Band im Oktober 2009 auflöste. Ein Jahr später wurde die EP über Nihilist Holocaust Records wiederveröffentlicht.

## Stil
Die Band spielt eine aggressive Form des Death Metal, wobei auch stellenweise Einflüsse aus dem Doom Metal hörbar sind.

## Diskografie
- 2004: Nerlich (Demo, Eigenveröffentlichung)
- 2004: Insane Creations - Inorganic Echoes (Demo, Eigenveröffentlichung)
- 2005: Embalmed Madness (Split mit Gorgasm und Decoherence, Nihilistic Holocaust Records)
- 2006: Substantial Alteration of the Cadaver as the Insects Breed in Its Entrails - the Stench Is Stimulating Senses (Causing Orgasm) (Kompilation, Conqueror of Thorns Records)
- 2007: Defabricated Process (Album, Old School Metal Records)
- 2008: Innards (EP, VBP Records)